# NGC 39
NGC 39 ist eine spiralförmige Radiogalaxie vom Hubble-Typ Sc im Sternbild Andromeda am Nordsternhimmel. Sie ist schätzungsweise 225 Millionen Lichtjahre von der Milchstraße entfernt und hat einen Durchmesser von etwa 80.000 Lichtjahren. Vom Sonnensystem aus entfernt sich die Galaxie mit einer errechneten Radialgeschwindigkeit von näherungsweise 4.900 Kilometern pro Sekunde.
Sie gilt als Teil der 18 Mitglieder zählenden Lyons Groups of Galaxies LGG 1 um NGC 7831.
Das Objekt wurde am 2. November 1790 von dem deutsch-britischen Astronomen Wilhelm Herschel entdeckt.

## Galaktisches Umfeld
| Nr. | Galaxie          | Alternativname            | Rek           | Dek           | Distanz/asec |
| --- | ---------------- | ------------------------- | ------------- | ------------- | ------------ |
| →   | NGC 39           | LEDA/PGC 852              | 00h12m18.86s  | +31d03m39.9s  | 0            |
| 1   | LEDA/PGC 1927012 | 2MASX J00115971+3059500   | 00h11m59.71s  | +30d59m50.3s  | 336.28       |
| 2   | LEDA/PGC 1927069 | 2MASX J00115729+3059560   | 00h11m57.29s  | +30d59m55.7s  | 356.95       |
| 3   | LEDA/PGC 1934745 | 2MASX J00121138+3110060   | 00h12m11.40s  | +31d10m05.8s  | 397.49       |
| 4   | LEDA/PGC 1924587 | WISEA J001255.84+305621.7 | 00h12m55.842s | +30d56m21.89s | 646.58       |
| 5   | NGC 43           | LEDA/PGC 875              | 00h13m00.75s  | +30d54m55.0s  | 752.39       |
| 6   | LEDA/PGC 1933768 | NSA 126400                | 00h13m12.496s | +31d08m45.89s | 753.71       |
| 7   | LEDA/PGC 1925852 | 2MASX J00111287+3058071   | 00h11m12.85s  | +30d58m07.0s  | 911.02       |
| 8   | LEDA/PGC 1918660 | 2MASX J00120957+3048060   | 00h12m09.60s  | +30d48m06.2s  | 940.18       |
| 9   | LEDA/PGC 1929840 | 2MASX J00110534+3103352   | 00h11m05.376s | +31d03m34.76s | 944.30       |